# Schlegelia nicaraguensis
Schlegelia nicaraguensis är en tvåhjärtbladig växtart som beskrevs av Standley. Schlegelia nicaraguensis ingår i släktet Schlegelia och familjen Schlegeliaceae. Inga underarter finns listade i Catalogue of Life.